# Risposta armata
Risposta armata (Armed Response) è un film del 1986 diretto da Fred Olen Ray.
È un film d'azione statunitense con David Carradine, Lee Van Cleef e Mako.

## Trama
Jim Roth, Clay Roth e Burt Roth, oltre ad essere fratelli sono anche i proprietari di un bar che gestiscono da molti anni. Una sera Clay Roth viene prelevato da Cory Thorton, un delinquente che ha a che fare con alcuni gangster. Gli viene proposto di recuperare una statua la quale venne sottratta a Tanaka da parte di Karl, un gangster. In cambio avrebbe dato loro una somma di 50.000 dollari. Non tutto andò come previsto perché Tanaka essendo d'accordo con Cory, avrebbe cercato di riprendersi il denaro, e tenerlo tutto per sé durante la trattativa. Di conseguenza quest'ultimo non avrebbe dato soldi a Clay, il quale poi lo tradì uccidendolo con un colpo di pistola. Jim Roth parte per dare la caccia a Tanaka, ma costui riesce sempre a farla franca, facendo uccidere perfino Tommy Roth, per farsi dire dove si trovasse la statua che aveva preso il fratello Clay durante l'affare dei ladri. Infine Tanaka viene ucciso da Jim Roth dopo aver ritrovato la statua.

## Produzione
Il film, diretto da Fred Olen Ray su una sceneggiatura e un soggetto dello stesso Ray e di Paul Hertzberg e T.L. Lankford, fu prodotto da Hertzberg per la Cinetel Films e girato nell'Ontario, in Canada, e a Santa Clarita e nel Vasquez Rocks Natural Area Park ad Agua Dulce, in California, con un budget stimato in 1,5 milioni di dollari.

## Distribuzione
Il film fu distribuito con il titolo Armed Response negli Stati Uniti nell'ottobre 1986 al cinema dalla Cinetel Films e per l'home video dalla RCA/Columbia Pictures Home Video nel 1987.
Altre distribuzioni:
- in Germania Ovest il 2 gennaio 1987 (Die Vergelter)
- in Portogallo il 13 marzo 1987 (A Selva de Jade)
- in Francia il 29 luglio 1987 (Armés pour répondre)
- in Turchia nel dicembre del 1987 (Saldiri)
- in Perù nel 1988
- in Austria (Die Vergelter)
- in Finlandia (Jade Jungle)
- in Grecia (Apantisi me ta opla)
- in Perù (Casta violenta)
- in Spagna (El poder de las armas)
- in Polonia (Odpowiedz zbrojna)
- in Slovenia (Zakon orozja)
- in Italia (Risposta armata)

## Critica
Secondo il Morandini il film "vorrebbe essere la parodia dei film d'azione dello stesso genere, ma l'ironia evapora presto in scene di violenza cretina". Secondo Leonard Maltin il film è una "modesta pellicola d'azione" con un cast composto da star di film di serie B.

## Promozione
Le tagline sono:
- "There's only one way to challenge the face of death...".
- "Father and son seek revenge in a violent world of ruthless criminals.".